# Peter Naumann

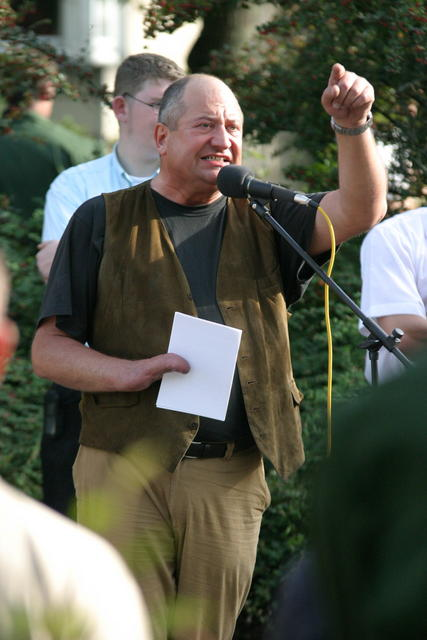
Peter Naumann

Peter Naumann (* 1952 in Wiesbaden; † 3. März 2021) war ein rechtsextremer Politiker und Terrorist. Von Januar 2007 bis 31. Dezember 2008 war er für die NPD-Fraktion im Sächsischen Landtag als Parlamentarischer Berater tätig. Im Vorfeld war er als Persönlicher Referent für den ehemaligen Abgeordneten der NPD-Fraktion, Klaus Menzel, MdL tätig, von dem er sich mehrfach distanzierte.

## Leben und Parteitätigkeit
Peter Naumann war seit 1970 im rechtsextremen Spektrum aktiv. Als 18-Jähriger trat er den Jungen Nationaldemokraten (JN), der Jugendorganisation der NPD, bei. 1972 wurde er JN-Vorsitzender in Wiesbaden, 1973 Mitglied im Bundesvorstand der JN und 1976 stellvertretender Bundesvorsitzender. Ab 1975 gehörte er dem Nationaldemokratischen Hochschulbund (NHB) an. 1977 trat er als JN-Vertreter auf einer Veranstaltung des „Neuen nationalen Europas“ auf. Von 1981 bis 1984 fungierte er als kommissarischer Vorsitzender des NPD-Kreisverbandes Wiesbaden und 1984 als stellvertretender Vorsitzender des NPD-Kreisverbandes Wiesbaden. In dieser Zeit trat er als Referent bei verschiedenen rechtsextremen Organisationen, Zirkeln und Arbeitskreisen auf, wie zum Beispiel 1985 beim „Kurpfälzer Treff“ in Weinheim. 1985 gründete er den „Völkischen Bund“ (VB) bzw. die „Arbeitsgemeinschaft Nationaler Verbände/Völkischer Bund“, der es sich u. a. zur Aufgabe gemacht hatte, „Deutschland von fremdrassigen Einflüssen zu befreien“. Der VB veranstaltete konspirativ organisierte Schulungen und Sonnenwendfeiern und vertrieb im eigenen Versand neonazistische und antisemitische Propaganda. Er wendete sich insbesondere an Jugendliche, um sie militärisch wie inhaltlich zu schulen. Zur gleichen Zeit war Naumann stellvertretender Vorsitzender der NPD in Wiesbaden. Das vom VB als Kontaktadresse genutzte Postfach gehörte dem Kreisverband der Wiesbadener NPD. Im Zusammenhang mit seiner Verhaftung 1987 schloss ihn die NPD-Spitze wegen terroristischer Aktivitäten aus der Partei aus.
Nach seiner Haftentlassung betätigte er sich sofort wieder in der rechtsextremen Szene und reaktivierte den Materialversand des „Völkischen Bundes“. Dieser entwickelte sich zu einer Art innerer Opposition in der NPD, dem die radikalen Teile der NPD angehörten, die mit der „legalistischen“ Linie der damaligen Parteiführung um Martin Mußgnug nicht einverstanden waren. Dazu gehört auch der hessische NPD-Landesvorsitzende Hans Schmidt, damals befreundet mit Naumann und ebenfalls aus Wiesbaden. Naumann baute außerdem Kontakte zur Nationalistischen Front (NF), Gesinnungsgemeinschaft der Neuen Front (GdNF), zur „Volkstreuen außerparlamentarischen Opposition“ (VAPO), der Wiking-Jugend (WJ) etc. auf.
Naumann trat bundesweit als Redner bei rechtsextremen Kundgebungen, Aufmärschen und anderen Veranstaltungen der NPD/JN und der Freien Kameradschaftsszene auf, so z. B. beim JN-Bundeskongress im unterfränkischen Klingenberg am 10. April 1999, bei der 30-Jahr-Feier der JN in Eggenfelden am 13. März 1999 und bei einer NPD-Demo in Helmut Kohls Wohnort Ludwigshafen-Oggersheim im Januar 2000. Für die „Kameradschaft Karlsruhe“ hielt er 1999 zusammen mit dem Ex-RAF-Terroristen Horst Mahler eine Veranstaltung ab. Aber auch bei den Republikanern war Naumann als Referent zugegen, so z. B. im Januar 1998 beim Parteitag des Republikaner-Kreisverbandes Werra-Meißner zum Thema „Multikultur warum?“.
1999 wurde gegen Naumann wegen Volksverhetzung ermittelt, da er antisemitische Plakate hergestellt und vertrieben hatte, auf denen die „reichen Juden“ für das Eingreifen der NATO-Truppen in Jugoslawien verantwortlich gemacht worden waren. Die Verantwortung für diese Plakate hatte er selbst gegenüber der schweizerischen „Jüdischen Rundschau“ eingeräumt.
Naumann arbeitete zunächst für die NPD-Fraktion im sächsischen Landtag als persönlicher Referent des Abgeordneten Klaus-Jürgen Menzel, der im November 2006 aus der Fraktion ausgeschlossen wurde. Gemeinsam mit diesen und mit Hilfe von militanten Neonazis aus dem Umfeld der Skinheads Sächsische Schweiz (SSS) attackierte er wiederholt Veranstaltungen gegen Rechtsextremismus in Dresden. Am 16. Juni 2005 kam es infolgedessen zu einer Straßenschlacht zwischen Antifa-Aktivisten und Neonazis in der Dresdner Neustadt. Ab Januar 2007 war Naumann für die NPD-Fraktion im Sächsischen Landtag als Parlamentarischer Berater tätig. Am 11. November 2008 kam es zu einer Schlägerei im Dresdner Landtag zwischen Naumann und dem NPD-Abgeordneten Jürgen W. Gansel. In der Folge wurde Naumann als Mitarbeiter der NPD-Fraktion entlassen. Für die NPD war Naumann jedoch trotz des Zwischenfalls weiterhin aktiv. Im Wahlkampf der NPD zum Landtag Brandenburg 2009 war Naumann von einer Antifa-Gruppe dabei fotografiert worden, wie er mit einem Lautsprecherwagen mit Dresdner Kennzeichen Wahlwerbung im Landkreis Teltow-Fläming machte.
Naumann starb am 3. März 2021 in einer Klinik. Er litt seit längerer Zeit an einem Nierenleiden.

## Terroristische Betätigung
Der studierte Diplom-Ingenieur der Fachrichtung Chemie und Sprengstoffexperte fiel schon 1974 mit selbstgebastelten Sprengkörpern auf, als er sich beim Basteln an der Hand schwer verletzte und ein Feuerwerker ums Leben kam, nachdem er einen der Sprengkörper entschärfen wollte. Im November 1975 schoss Naumann während einer Auseinandersetzung in der Universität Mainz beim Verteilen des NHB-Blattes „Deutscher Studentenanzeiger“ mit einer Gaspistole auf Studenten. Am 30. August 1978 verübte er zusammen mit Heinz Lembke einen Sprengstoffanschlag auf die Denkmalanlagen der Fosse Ardeatine in der Nähe von Rom, die an die Erschießung von 335 zivilen italienischen Geiseln durch die SS im März 1944 erinnern. 1979 sprengte er zusammen mit Komplizen die Zuleitungen zu zwei Fernsehsendemasten, um die Ausstrahlung der bevorstehenden Fernsehserie Holocaust – Die Geschichte der Familie Weiß zu verhindern. Einige 100.000 Zuschauer konnten dadurch zeitweilig kein Bild empfangen bzw. hatten vorübergehend nur einen abgeschwächten Empfang.
Am 26. Oktober 1981 konnten mehrere von Lembke angelegte Waffendepots in der Lüneburger Heide ausgehoben werden. Sie enthielten 156 kg Sprengstoff, 230 Sprengkörper, 50 Panzerfäuste, 258 Handgranaten, 13.520 Schuss Munition, 15 z. T. automatische Schusswaffen und größere Mengen chemischer Stoffe. Nach Angaben der Bundesanwaltschaft wurde in einem dieser Erddepots ein Fingerabdruck von Naumann gefunden. Gemeinsam mit Odfried Hepp und Walter Kexel, zwei Mitgliedern der Volkssozialistischen Bewegung Deutschlands (VSBD), plante Naumann 1982 die gewaltsame Befreiung von Rudolf Heß aus dem Kriegsverbrechergefängnis Spandau, zerstritt sich jedoch mit diesen, so dass die Pläne unausgeführt blieben. Im selben Jahr wurde er wegen Gründung einer terroristischen Vereinigung und Durchführung dreier Sprengstoffanschläge angeklagt. 1983 wurde Anklage wegen Planung eines Bombenanschlags auf das Kriegsverbrechergefängnis in Berlin-Spandau erhoben. 1985 ermittelte die Generalbundesanwaltschaft gegen ihn wegen des Verdachts, im November 1979 einen Sprengstoffanschlag auf die DDR-Grenzanlagen bei Fulda verübt zu haben. Das Verfahren wurde jedoch eingestellt.
Im Oktober 1987 wurde Naumann erneut verhaftet, diesmal wegen des Verdachts, Sprengstoffanschläge auf DDR-Grenzanlagen sowie auf Sende- und Strommasten in Südtirol beabsichtigt zu haben. Naumann wurde vom Bundeskriminalamt und einem Stasi-Doppelagenten schwer belastet, und auch fast zehn Jahre zurückliegende Taten konnten nun doch noch geahndet werden. Im Oktober 1988 verurteilte ihn der Staatsschutzsenat des Oberlandesgerichts Frankfurt/Main zu einer Freiheitsstrafe von vier Jahren und sechs Monaten unter anderem wegen der Herbeiführung eines Sprengstoffanschlages und der Verabredung zu Sprengstoffanschlägen im Zusammenhang mit den Anschlägen auf das Denkmal und die Sendemasten sowie wegen versuchter Gründung einer terroristischen Vereinigung und Verstoß gegen das Waffen- und Sprengstoffgesetz. Während der Haft betreute ihn die Hilfsorganisation für nationale politische Gefangene und deren Angehörige (HNG), für die Naumann als Autor tätig wurde. Nach zwei Dritteln der Haftzeit wurde Naumann aus der Haft entlassen und die Reststrafe zur Bewährung ausgesetzt.
Bei einer Hausdurchsuchung am 2. März 1995 durch Beamte des LKA und des BKA wurden in seinem Scheinwohnsitz in Wiesbaden und dem Hauptwohnsitz in Frielendorf erneut zwei Rohrbomben gefunden. Durchsuchungsgrund war die „Verbreitung von Propagandamitteln verfassungsfeindlicher Organisationen“. Im Rahmen einer „Erklärung der kämpferischen Gewaltfreiheit“ postulierte er im August 1995 als Zielvorgabe „Heraus aus der Resignation! Vorwärts zu einer neuen Offensive der kämpferischen Gewaltfreiheit“. Kurz darauf offenbarte Naumann dem Bundeskriminalamt und einem mitreisenden TV-Team des ARD-Magazins „Panorama“ 13 Waffen- und Sprengstoffdepots, die nach seinen eigenen Angaben überwiegend schon Anfang der 1980er Jahre angelegt worden seien. Dabei wurden insgesamt 27 Kilogramm des hochexplosiven TNT-Sprengstoffs (Trinitrotoluol) sichergestellt.